# Estadio Municipal de Chorrillos
El Estadio Municipal de Chorrillos es un estadio de fútbol ubicado en el distrito de Chorrillos. Fue inaugurado en el año 1993 y cuenta con las tribunas occidente, oriente y una pequeña tribuna norte, que hacen una capacidad de quince mil personas. Se le conoce con el apodo de La Cancha de los Muertos, pues fue diseñado sobre un terreno que en su momento era un cementerio. Su custodia está a cargo de la Municipalidad Distrital de Chorrillos. 
A mediados de los años 1990, fue sede de los partidos del Deportivo Municipal en la primera división peruana. También, en los primeros años de la década de 1990, Sporting Cristal desarrollo algunos partidos en este estadio. El último encuentro de primera división que se jugó en este estadio fue el 7 de junio de 1998, cuando Alianza Lima derrotó por 0-1 al Lawn Tennis. Hasta el año 2012, era usado por los clubes de la Liga de Chorrillos que participaban en la Copa Perú.
Por un tiempo, el Deportivo Municipal estuvo utilizando este recinto para los partidos de local en el torneo de Segunda División, desde donde buscaba su retorno a la primera división. El primer encuentro del año 2013 fue ante el Sport Áncash, el 20 de abril, con victoria de 2-0. Sin embargo, debido a que la cantidad de espectadores que iban no era la esperada, el club se mudó al Distrito de Villa El Salvador.

## Partido inaugural
El Estadio Municipal de Chorrillos se inauguró en el marco de la fecha 20 del Torneo Descentralizado de 1993. Aquella vez Deportivo Municipal venció por 2-0, con goles de Ernesto el Venado Aguirre y Carlos Castro, de penal al Cienciano. Cuatro mil espectadores aproximadamente observaron el partido desde la única tribuna que tenía el estadio para ese entonces: la tribuna de occidente. Aunque este recinto también contaba con una muy pequeña tribuna norte.

## Reinauguración
El 5 de abril de 2025, se dio la reinauguración del Estadio Municipal de Chorrillos, en donde se disputó un partido amistoso entre Deportivo Municipal y Ciclista Lima. El encuentro quedó 3-2 a favor de La Franja. Además, el cuadro municipal disputará sus partidos de Liga 3 2025 en este estadio.
Por otro lado, Deportivo Coopsol anunció que se disputará todos sus partidos de local por la Liga 2 2025 en el recinto chorrillano. Asimismo, Academia Cantolao disputará sus encuentros en este mismo estadio.